# Orogènesi acadiana

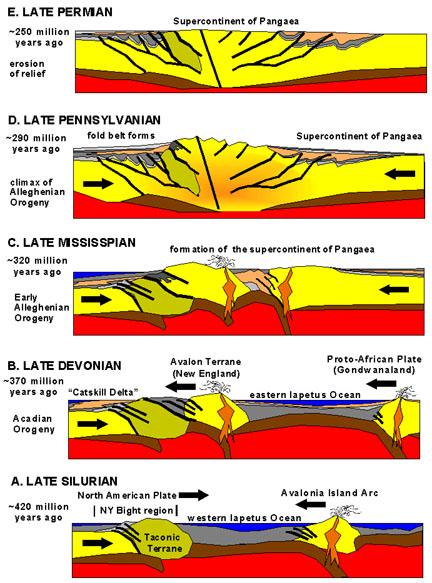

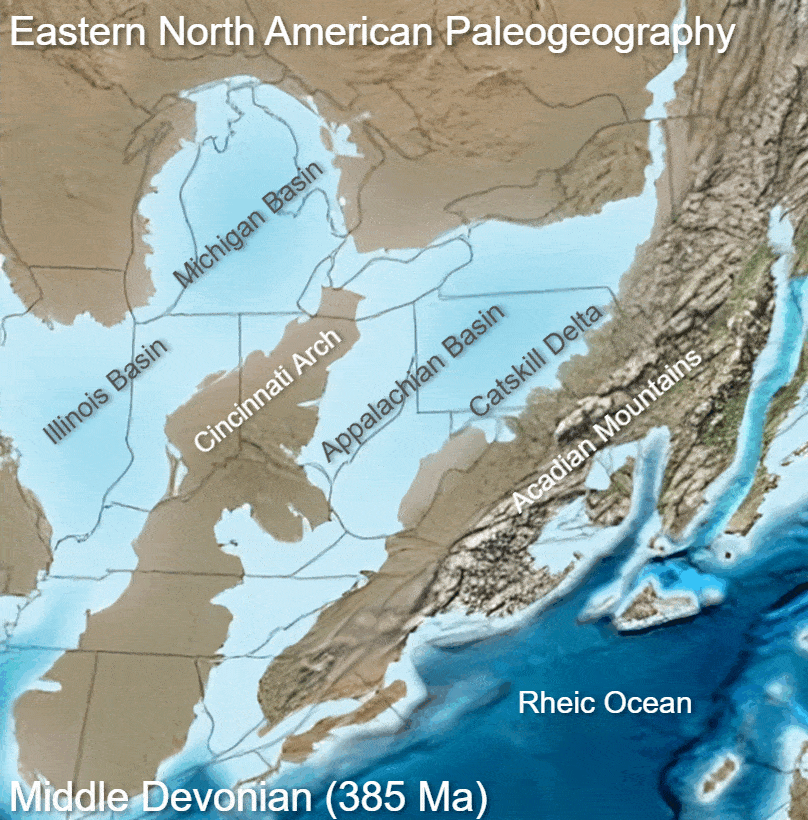
Imatge: reconstrucció paleogeogràfica de la zona al període Devonià mitjà, fa 385 milions d'anys, mostrant l'est d'Amèrica del Nord.

L'orogènesi acadiana fou una fase d'orogènesi de llarga durada que començà al Devonià mitjà i assolí el seu punt àlgid a principis del Devonià superior. Romangué activa durant uns 50 milions d'anys. S'inicià fa aproximadament 375 milions d'anys, amb esdeveniments de deformació, plutònics i metamòrfics que perduraren fins a principis del Mississippià.
L'orogènesi acadiana fou la tercera de les quatre orogènesis que formaren l'orogen dels Apalatxes i la conca posterior. Fou precedida per l'orogènesi del Potomac i l'orogènesi tacònica, que succeïren a una fase de rift i de deriva a finals del Neoproterozoic. Implicà la col·lisió d'una sèrie de fragments del continent d'Avalònia amb el continent de Lauràsia.
Geogràficament, s'estengué des de les províncies marítimes del Canadà, en direcció sud-oest, cap a Alabama. Tanmateix, la regió del nord dels Apalatxes, des de Nova Anglaterra, anant cap al sud-est, fins a la península de Gaspé, al Canadà, fou la zona més afectada per la col·lisió.

## Esdeveniments
L'orogènia acadiana es va produir per la convergència obliqua o ampli moviment que va resseguir una gran falla de lliscament a la zona de confluència de Lauràsia/Laurència i Avalònia. Una bona part d'Avalònia es va acrecionar al marge oriental de Laurentia, probablement cap al final del Devonià.
L'evidència de l'orogènia acadiana és observable i estesa al nord dels Apalatxes, evident pel plutonisme i la migració del front de deformació de la zona nord dels Apalatxes apuntant cap al crató. Al centre i al sud dels Apalatxes, l'evidència de l'orogènia acadiana és més limitada i es troba bàsicament en el plutonisme de les muntanyes Blue Ridge i el metamorfisme a la zona de Cat Square.
L'orogènia va tenir tres grans fases de deformació amb les seves discordances. Les fases tectòniques o tectofases són la seqüència de col·lisions que es van produir a Avalònia i que es van acumular sobre Laurència. El resultat va ser el desenvolupament de deltes a les zones més estables adjacents del crató, al marge oriental de Laurència. Els deltes formats són el motiu dels grans volums de sediments que apareixen a la conca dels Apalatxes.